# Evald Tammlaan
Evald Tammlaan (bis 1936 Evald Stein, Pseudonym Jänkimees, * 2. Februarjul. / 15. Februar 1904greg. in der Gemeinde Vihula; † 17. März 1945 im KZ Stutthof) war ein estnischer Publizist und Dramatiker.

## Leben
Tammlaan litt in seiner Jugend an Tuberkulose und besuchte von 1920 bis 1926 das Gymnasium in Rakvere. Seit 1929 war er in verschiedenen Zeitungsredaktionen als Journalist tätig. Als Korrespondent und Seemann unternahm er in den 1930er-Jahren zahlreiche Reisen, worüber er Reportagen und auch Reisebücher verfasste. Ende der 1930er-Jahre debütierte er mit Schauspielen, die erfolgreich in Tallinner und Tartuer Arbeitertheatern inszeniert wurden. Tammlaan wurde 1939 in den Estnischen Schriftstellerverband aufgenommen.
Nach der Annexion Estlands durch die Sowjetunion im Juni 1940 war Tammlaan in Moskau Presseattaché und bis zum Juni 1941 Leiter der Vertretung der ESSR in Moskau. Während der deutschen Besatzung Estlands wurde er von den Nationalsozialisten inhaftiert und 1944 ins KZ Stutthof überführt, wo er verstarb.

## Werk
Tammlaan war als Journalist ausgesprochen produktiv und schrieb nach eigenen Angaben beispielsweise im Jahre 1935 täglich 220 Zeilen, „die Sonntage mitgerechnet“. Seine Reisereportagen stießen auf große Resonanz. Sie wurden teilweise nach dem Krieg und dem Tod des Verfassers neu herausgegeben.
Seine Schauspiele waren realistisch und teils antifaschistisch ausgerichtet. In Raudne kodu (Das eiserne Heim, 1938) steht ein Schiff im Zentrum, das Waffen für die Faschisten im Spanischen Bürgerkrieg transportiert. Durch eine Meuterei geht das Schiff letztlich unter. In der dezidierten politischen Botschaft lassen sich „Parallelen zu Brecht erkennen.“

## Bibliografie (Auswahl)
- Valge lagendik. Draama neljas vaatuses, kuues pildis. ('Die weiße Ebene. Drama in vier Akten, sechs Bildern'). Tallinn: Autorikaitse Ühing 1937. 144 S.
- Raudne kodu. Draama lauludega. Kolm vaatust, proloog, epiloog ('Das eiserne Heim. Drama mit Liedern. Drei Akte, Prolog und Epilog'). Tartu: Eesti Kirjanikkude Liit 1938. 79 S.
- Jänkimehe kroonika ('Chronik eines Yankees'). Tallinn: Ajakirjade-Ajalehtede Kirjastus 1961. 60 S.
- Jänkimehe kirjad ('Briefe eines Yankees'). Tallinn: EKP Keskkomitee Kirjastus 1966. 96 S.

## Sekundärliteratur
- Asta Hameri: Evald Tammlaane elust ja loomingust (1904–1945), in: Looming 2/1955, S. 220–236.
- M. Liidja: E. Tammlaane publitsistikat ülelugedes, in: Keel ja Kirjandus 4/1960, S. 201–209.
- Romulus Tiitus: Mälestusi Evald Tammlaanest, in: Keel ja Kirjandus 8/1963, S. 494–498.